# Strahovi kolostor
A Strahovi kolostor (Strahovský klášter; Hradzsin, Strahovské nádvoří) a premontrei kanonokrend ősi kolostora Prágában; a rend csehországi központja, Csehország legnagyobb és legjelentősebb kolostora. A Szűz Mária mennybemenetele bazilika a rend csehországi főtemploma.

## Története
A kolostort 1140-ben alapította II. Ulászló cseh fejedelem (később I. Ulászló néven király) és Jindřich Zdík olmützi püspök a premontrei rend számára.
1138-ban Jindřich Zdík olmützi püspök a Szentföldre zarándokolt. Ez inspirálta arra, hogy Prágában kanonokrendi kolostort alapítson. Ebben támogatta a prágai püspök és I. Szobeszláv cseh fejedelem, utóbbi halála után pedig örököse, II. Ulászló fejedelem. Zdík 1140-ben sikertelenül próbált cseh kanonokrendet alapítani, és ezután úgy döntött, hogy a premontreiek steinfelsi kolostorából hív szerzeteseket.
ők néhány évig faépületekben laktak a mai Német-és Csehországot összekötő út végén.  A kőházakat 1143-ban kezdték el építeni. Ezekből az épületekből kevés maradt meg: a folyosó keleti oldalán néhány ablak és velük szemben három szoba — de már ezeknek is reneszánsz mennyezete van.
A 13. századtól a rend és vele a kolostor (egyik) fő bevételi forrása a sörfőzés.
1258-ban a kolostor mellé épített, román stílusú templom a könyvtárral és a kolostor egy részével egyetemben leégett, de öt év alatt az egészet újjáépítették.
A középkorban mérete és gazdagsága vetekedett a prágai váréval.
A huszita háborúk alatt először, 1420-ban a prágai polgárok támadták meg és fosztották ki. A könyveket, miseruhákat, a templom és a kolostor berendezéseit elégették. Az épületek építészeti szempontból nem különösen károsultak, de a kolostor helyreállítása sokáig tartott. Podjebrád György uralkodása (1458–1471) alatt a kolostorban csak néhány szerzetes lézengett. Különböző tisztviselők próbálkoztak a vallási élet megújításával, de egy teljes évszázadon át nem jártak sikerrel. A fordulatot Jan Lohelius apát érkezése hozta meg. A teplai apátságban nevelkedett pap 1586-ban lett Strahov apátja, és minden képességét a kolostor megújításának szentelte. Nemcsak a lelki életre figyelt, de a premontrei rend csehországi vizitátoraként az anyagiakra is. Rekonstruálta a templomot, felújította az apátság épületeit, műhelyeket létesített, új kollégiumot és refektóriumot épített, új kolostorkerteket alakított ki. A kolostor anyagi bázisának kiépítése érdekében visszaszerezte egykori birtokainak nagy részét, és ezzel előteremtette az intézmény fenntartásához és továbbfejlesztéséhez szükséges pénzt. Fáradhatatlan tevékenységének köszönhetően 1594-ben, tehát mindössze nyolc évvel kinevezése után ismét tizenkét szerzetes élt a közösségben.
Az 1500-as években az épületeket reneszánsz stílusban újították fel.
1612-ben Jan Lohelius lett a prágai érsek. Strahovban végzett munkáját az új apát, Kašpar Questenberg folytatta. Befejezte a Lohelius által megkezdett költséges munkákat, tehát az alsó kolostorokat és prelatúrát, sőt, megépítette a Szent Erzsébet Kórházat, több melléképületet és új sörfőzdét. Megalapította az újvárosi Norbert-szemináriumot, amely a rend tagjainak teológiai tanulmányait szolgálta. Építkezéseinek költségei körülbelül 100 000 tolárra rúgtak, ami akkoriban igen tekintélyes összeg volt. Ebben az értelemben Kašpar Questenberg olyan építtetőkkel kerül egy sorba, mint kortársa, Albrecht von Wallenstein. A harmincéves háborúban azonban magának Questenbergnek is el kellett menekülnie Prágából.
A 17. század a kolostor nagyjából ma is látható átépítésének kora. A század elejétől az épületegyüttest — immár barokk stílusban — teljesen átépítették és a 18. század végéig jelentősen bővítették. Ezt tekintjük a jelenlegi kolostor építési idejének.
A premontrei rend történetének egyik legnagyobb eseményeként, még Questenberg apátságának idején  1627-ben Magdeburgból ebbe a kolostorba hozták át Szent Norbertnek, a premontrei rend alapítójának maradványait (ereklyéit), ami jelentősen növelte a kolostor tekintélyét.
Ugyancsak Questenberg idejében készült el a Szent Rókus-templom.
Kašpar Questenberg 1640-ben meghalt, és munkáját utódja, Kryšpin Fuk folytatta. Ő azzal szerzett hírnevet, hogy a Szent János-zuhatag (Svatojánské proudy) nevű szektorban részt vett a Moldva hajózhatóvá tételében.
Az apátságot és a könyvtárat a harmincéves háború vége felé (1648-ban) a várost sikertelenül ostromló svédek fosztották ki. Távozásuk után Kryšpin Fuk ismét megjavította a megrongálódott apátságot. Az ő munkáját Ameluxen, Sutor és Franck apátok folytatták. A prelatúrát rekonstruálták és új Szent Erzsébet Kórházat építettek, mert az eredeti, Kašpar Questenberg által építtetett a prágai barokk erődítmények építésekor lebontották.
1670-ben Jeroným Hirnheim filozófus és teológus lett Strahov apátja. Legnagyobb máig fennmaradt munkája az 1679-ben elkészült új könyvtár építése volt; ez ma az úgynevezett teológiai terem (Teologický sál). A 17/18. század fordulóján más apátok folytatták a kolostor újjáépítését. Gondozták a templomot is, amelyet az adott időszakban többször is javítottak, díszítettek.
Az osztrák örökösödési háborúban 1741. november 26-án az egyesült bajor–francia hadak elfoglalták, de 1743 januárjában kénytelenek voltak visszaadni. 1744 szeptemberében Prága megadta magát Nagy Frigyes hadainak, miután a porosz ágyútűz jelentős károkat okozott többfelé a városban — egyebek közt a strahovi kolostorban is.
A háború későbbi szakaszában a francia–bajor tüzérség is súlyosan megrongálta a kolostor több épületét, de ezeket gyorsan kijavították, illetve újjáépítették.
Csakhamar visszakerült megint Mária Terézia birtokába, és 1744-ben elkezdték az az újjáépítést, amely az kolostor jelenlegi formáját kialakította. Ekkor kapta díszes, új berendezését is.
1779-ben foglalta el az apátok trónját Václav Mayer, az utolsó nagy építő. Legkiemelkedőbb munkája a kolostor udvari részén 1782-ben épített, immár klasszicista stílusú könyvtár, amit Johann Ignaz Palliardi épített fel. Az egykori könyvtár ma a filozófiai terem (Filosofický sál).
1948-ban Csehszlovákia Kommunista Pártja erőszakosan átvette az országban a hatalmat, és hozzálátott a „szovjetrendszer” kiépítéséhez. A kolostort 1952-ben oszlatták fel. A szerzeteseket internálták és polgári munkára kényszerítették, csak kevesen dolgozhattak a papi adminisztrációban vagyn az egyházmegye papjaiként. Az épületekben (a kolostor meglévő könyvtárára alapozva) a Nemzeti Irodalom Emlékmúzeumának gyűjteményét helyezték el.
1950–1953 között régészek tárták fel az elérhető maradványokat, megtalálták a régi falakat és alapokat. Ezután a teljes kolostort irodalmi múzeummá alakították.
A rend 1990-ben visszatérhetett a kolostorba. 1994-re már el is készültek a meglehetősen költséges helyreállítással és a közműhálózatot kiépítésével, hogy azóta folyamatosan fogadhassák a látogatókat. 1992 után újonnan épült a Strahov-képcsarnok és megújult a könyvtár. Más építészeti helyreállításokat is végeztek. Ma körülbelül 70 szerzetes él itt.

## A kolostor
A bonyolult alaprajzú épület négy, eltérő alakú és méretű udvart zár körbe. Az apátsági templom az épületegyüttes délkeleti sarkában áll. A kolostor külseje és belseje, minden berendezése és dekorációja, festménye és szobra egységesen barokk stílusú.
Kertjéből remek kilátás nyílik a Moldva mindkét partjára: egyszerre láthatjuk a Hradzsint, a Kisoldalt, az Óvárost és az Újvárost is.
Az épületegyüttes részei:
- két templom,
- a kolostor,
- az apátság épülete ás
- a könyvtár,[2]
- a sörfőzde.[6]

Az első emeleten vannak a rendi könyvtár helyiségei. A rend eredeti (értelemszerűen kisebb) könyvtárterme ma a teológiai terem. Ezt az 1670 körül tervezte Jean-Baptiste Mathey és Domenico Orsi. Magát a termet Anselmo Lurago építette fel 1671–1679 között. A termet folyosó köti össze a filozófiai teremmel. A gyűjtemény jelenleg több mint 200 000 kötetet számlál; ebből mintegy 3000 kézirat, 2000 első kiadás, 1500 ősnyomtatvány. Itt őrzik egyebek közt az 1220-ban írt Gerlaci Chronicon kéziratát és Kopernikusz: De Revolutionibus Orbium Caelestium című alapművének első kiadását.
A látogatható részekbe és a kiállítótermekbe a templom szentélye mögötti nagy kapun, a kolostorintézőség hajdani bejáratán léphetünk be. Innen folyosók és csarnokok nyílnak:
- a bejárattól balra húzódik a prelatúra hosszú folyosója, amelynek egyik ajtaján a kolostorkertbe léphetünk ki (remek a kilátás);
- a bejárattal szemben láthatjuk a háromszögletű nagy belső udvart;
- ettől jobbra van a konvent épülete az árkádos kerengővel és a kerengőn belüli kis udvarral;
- jobbra a káptalanterem freskóit Siard Nosecký festette.

Egymás mellé épült a téli és a nyári refektórium: előbbiben a művészi stukkók, utóbbiban Siard Nosecký és Jean-Baptiste Mathey freskói érdemlegesek.
A jelenlegi a kolostor időrendben negyedik könyvtára. Az első 1258-ban leégett, a második az 1420-ban a prágai polgárok fosztották ki, a harmadikat 1648-ban a harmincéves háborúban a várost elfoglaló és egyebek közt a kolostort is kifosztó svédek hurcolták magukkal. A mostani gyűjteményben sok az értékes hungarikum. A könyvtárban olvasóterem is van.
A kolostor műgyűjteményében két és fél ezer festmény, szobor és egyéb műalkotás van  a gótika korától a 19. századig.

### Szűz Mária mennybemenetele bazilika
A bazilika (és apátsági templom) magja az 1148-ban épült ősi, háromhajós román stílusú bazilika, amelyet később többször (először gótikus, később reneszánsz stílusban átépítettek. 1627-ben meghosszabbították; ekkor építették a két, jelenleg is látható barokk tornyát.
1742–1758-as átépítés során illesztették homlokzatára a szobordíszeket ekkor helyezték el mennyezetére Michele Ignazio Palliari (Michal Ignác Palliardi) — a híres Palliardi stukkómíves család tagja — műhelyének munkásai a stukkókat.
10 mellékoltára és 4 oldalkápolnája van. A baloldali (északi) és egyúttal legnagyobb oldalkápolnában tekinthetők meg Szent Norbert és Szent Orsolya ereklyéi.
Az angyalokat ábrázoló mennyezetfreskót rokokó aranyozás díszíti. A stukkódíszek Carlo Antonio Palliardi munkái.
A kórusfalon láthatjuk a templomot alapító II. Ulászló fejedelem és Jindřich Zdík püspök 1727-ben készült emlékművét. A két alapítót ebben a templomban temették el, de nem tudni, hol.
Még 1742-ben G. V. Kaspar apát elrendelte az 1742-es ágyúzás okozta károk helyreállítását. A Szűz Mária mennybemenetele bazilikájának újjáépítése 1743 januárjában kezdődött el Anselm Lurago tervei szerint. A Szent István-kápolna boltozatának stukkóit Michaele Ignazio Palliari állította helyre.
A márvány főoltárt 1770-ben faragott szobrok díszítik: Mária mennybemenetele és a Szentháromság. A nyolc, Szűz Mária életének eseményeit ábrázoló oltárképet Josef Kramolín festette, a 32 képből álló Mária-jelkép sorozatot pedig Ignaz Raab (Ignác Raab) jezsuita festő. Az oldalhajók ívei alatt Szent Norbert életét megjelenítő festmények láthatók.
A közhiedelem szerint a templom orgonáján 1787-ben maga Wolfgang Amadeus Mozart is játszott.
Mise:
- hétfőtől szombatig 18:00,
- vasárnap 10:00.[5]

### Szent Rókus-templom
Az épülettömb oldalán álló templomot 1603–1612 között II. Rudolf emelte hálából, amiért elkerülte őt az 1599-es pestisjárvány — Rókus ugyanis a pestisből gyógyulók védőszentje. Ekkor még ez volt a strahovi plébániatemplom. A gótikus elemekkel dúsított késő reneszánsz épület belső terei véglegesen 1630-ra készültek el.. A mögötte elterülő udvarban állt a premontreiek serfőzőháza.
Az egykori plébániatemplom jelenleg kiállítóterem.

### Filozófiai terem
Az 1780-as években Johann Ignaz Palliardit bízták meg azzal, hogy az egykori barokk magtárból felépítse a Strahovi kolostor könyvtártermét (ez ma a Filozófiai terem). A rekonstrukció fő oka az volt, hogy megfelelő helyet kellett kialakítani a Znojmóban bezárt Louka kolostor könyveinek elhelyezésére. A kanonokság apátjának, Václav Josef Mayernek köszönhetően a premontreiek megúszták a jozefinista kolostorrombolást. A könyvtár alapkövét 1782. május 27-én rakták le. Bár az épület terveit Maximilian Kolbe királyi földmérő készítette, a homlokzat kétségtelenül a kezdetektől az egész építkezést vezető Palliardi kreatív közreműködése. A csarnok 1783. október 31-én készült el.
Pavel Preiss művészettörténész szerint az épület a rokokó klasszicizmus egyetlen prágai emlékműve, amelynek itt mindkét stíluseleme egyensúlyban van. Ez az épület emeli Palliardit a klasszicizmus korai szakaszának vezető építészei közé. A homlokzat művészi kétértelműsége részint abból fakadhat, hogy a „kolostori nyilvános könyvtár” egy új épülettípus volt. Másrészt lehetett benne szerepe a Császári Udvari Építési Hivatalnak (Hofbaumt) is, mivel a hivatal igyekezett a köz- és a szakrális épületek számára megfelelő stílust kialakítani. Richard Biegel művészettörténész szerint könyvtár mintája a klosterneuburgi kolostor középső homlokzatának  1730-ban kelt, befejezetlen terve volt. Johann Ignaz Palliardi munkásságáról tanúskodik a kolostor udvarán az átjáró mellett elhelyezett, majd 2013 körül, a homlokzat felújítása során eltávolított emléktábla.
Ez Csehország legnagyobb kolostori könyvtárterme. Díszítményeit a többnyire „ifjabb Platzernek” nevezett Ignaz Michael Platzer faragta. Mennyezetfreskóját (Az emberiség szellemi története) Franz Maulbertsch festette.
A terem legértékesebb bútorai azok a diófából faragott szekrények és könyvespolcok, amelyek a Louka-kolostorból kerülteik ide, amikor II. József a kolostort 1784-ben feloszlatta. A termet eleve úgy tervezték, hogy ezek a bútorok passzentosan elférjenek benne.
Bejáratánál a természettudományokkal és a tengeri állatvilággal ismerkedhetünk.
A messze földön híres termet számos „nagy ember” is felkereste. A dokumentált látogatók névsorában szerepel Horatio Nelson admirális és Mária Lujza osztrák hercegnő, Bonaparte Napóleon későbbi felesége.

### Teológiai terem
A könyvtár híres teológiai termét Jean-Baptiste Mathey Domenico Orsi közreműködésével tervezte. A termet Anselmo Lurago építette fel 1671–1679 között.
A barokk szekrényekben teológiai könyveket, illetve indexre tett műveket helyeztek el, a vitrinekben ősnyomtatványok és kéziratok láthatóak — a legidősebb kéziratot, az úgynevezett strahovi evangéliumot 860 körül másolták. Ugyancsak kiemelkedő érték az 1085-ben készült, gazdagon illuminált latin nyelvű Vysehradi kódex. Ez az evangeliáriumot valószínűleg az első cseh király, a kolostort is alapító II. Ulászló fejedelem koronázására készítették. Különösen gazdagon díszített egy 1610-ben készített graduále. A teremben barokk földgömbök és éggömbök is állnak.

### Folyosó
A két termet összekötő folyosón 18. századi kuriózumgyűjteményt állítanak ki. Ennek legnevezetesebb darabjai egy kimérahamisítvány és két bálnapénisz.

### Sörfőzde, sörkert, étterem
A főzdét és a sörözőt egy családi vállalkozás üzemelteti. A premontrei rend alapítójáról elnevezett Szent Norbert-sört számos változatban főzik; a főváltozat a 14 fokos barna sör.
Vannak szezonális söreik is, például
- egy 6,3 % alkoholtartalmú bock sör, amelyet szeptember végétől szolgálnak fel,
- a nagypéntek előtti pénteken kapható 5,3 százalékos „húsvéti sör”.[6]

A kolostori sörfőzde étterme Prága egyik legjobb étterme cseh konyhával.

## Érdekességek
A kolostorban — kiváltképp a könyvtártermekben — rendszeresen forgatnak filmeket. Itt készült például A pokolból (2001) és a Casino Royale (2006) néhány jelenete is.

## Látogatása
Nyitva a hét minden napján:
- 10:00–11:30 és
- 12:00–17:00.[5]

A kötetek megóvása érdekében a könyvtár két terme nem látogatható.
A kincstár állandó kiállításán különféle liturgikus tárgyakat — a középkortól a 20. század elejéig készült kelyheket, ereklyetartókat, ruhákat — mutatnak be. Ezek között cseh kézműves munkák és Európa legkülönbözőbb részeiről importált alkotások is láthatók. A családi jegy két felnőtt és három 15 éven aluli gyermek számára teszi lehetővé a kedvezményes látogatást.
A fotózáshoz külön fotójegyet kell venni. A kolostor könyvtárához és a képcsarnokba külön bejáraton juthatunk el és külön-külön kell jegyet venni. Kapható kombinált jegy is. A vezetett túrákon a könyvtár és a galéria mellett a kolostor több helyiségét is megtekinthetjük.